# Teanum Apulum
Pour Teanum Sidicinum, voir Teano.
Teanum Apulum est une ancienne ville antique d'Apulie, en Italie. 
Le site archéologique relève administrativement de l'actuelle commune de San Paolo di Civitate, dans la province de Foggia.

## Historique

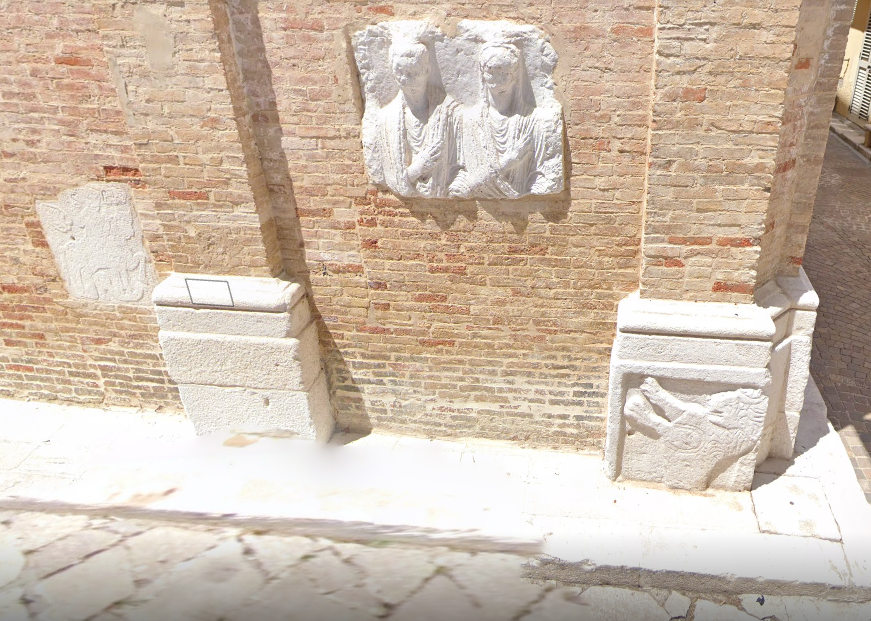
Détail des trouvailles de Civitate sur la façade de l'église San Nicola à San Paolo di Civitate.

Elle est située sur l'itinéraire entre Larinum et Sipontum, sur le Fortore, dans le territoire de la commune actuelle de San Paolo di Civitate. 
La ville fut un des centres principaux des Dauniens, et son nom ancien Teate ou Tiati apparait sur de nombreuses monnaies. Elle fut soumise par Rome en -318, renommée Teanum Apulum, et élevée au rang de municipe. 